# 源清遠
源 清遠（みなもと の きよとお、延喜12年（912年） - 没年不詳）は、平安時代中期の貴族。陽成天皇の皇子。官位は従四位上・刑部卿。

## 経歴
醍醐朝の延長3年（925年）兄弟の清蔭・清鑒とともに源朝臣姓を与えられて臣籍降下する。
朱雀朝にて刑部卿を務め、位階は従四位上に至った。

## 官歴
- 延長3年（925年） 5月20日：臣籍降下（源朝臣）[1]
- 天慶7年（944年） 5月3日：見刑部卿[2]
- 時期不詳：従四位上[3]

## 系譜
『尊卑分脈』による。
- 父：陽成天皇
- 母：佐伯氏
- 生母不詳の子女
  - 男子：源景明
  - 男子：源有忠